# Jack Levine
Jack Levine (Boston, 3 de enero de 1915 - Nueva York, 8 de noviembre de 2010) fue un pintor realista y grabador estadounidense.

## Biografía
Estudió en la Universidad Harvard y su primera exposición fue en el Museo de Arte Moderno de Nueva York.
Su obra se alineó con el realismo social americano, de carácter satírico.
En 1951 ganó la Beca Fulbright. En 1978 fue objeto de una retrospectiva en el Museo Judío de Nueva York.
Durante la Segunda Guerra Mundial fue alistado en la armada americana y en 1946 se casó con la pintora Ruth Gikow con quien tuvo una hija.